# カイ方言

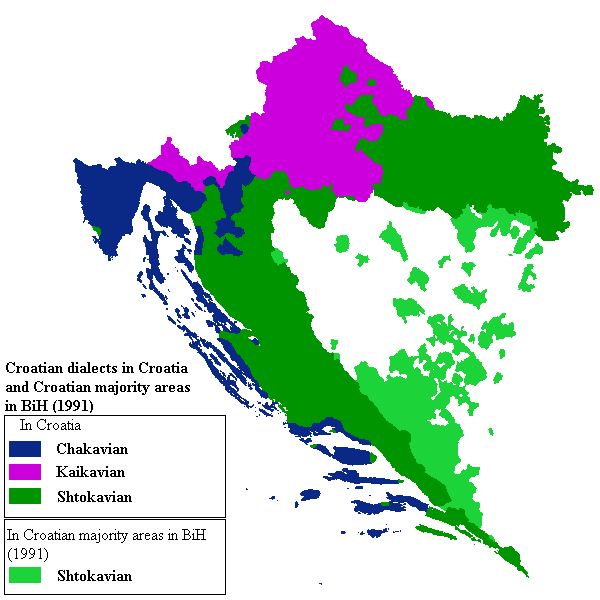
クロアチア語各方言の分布
カイ方言
シュト方言
チャ方言

カイ方言（クロアチア語:kajkavski）は、クロアチア語の3つの主要な方言の1つであり、名称は日本語の「なに？」と同じ意味の言葉は「kaj」であることに由来する。主にクロアチアの北方の地域で話される。クロアチア語の標準語（セルボ・クロアチア語の新シュト方言に基づく）との相互理解可能性はあまり高くない。
南スラヴ語群が形成する方言連続体の中で、カイ方言に最も近い言語はスロベニア語であり、チャ方言、シュト方言がそれに続く。